# Khu liên hợp thể thao Atanasio Girardot
Khu liên hợp thể thao Atanasio Girardot (tên chính thức là Unidad Deportiva Atanasio Girardot) là một khu liên hợp thể thao nằm ở Medellín, Colombia. Khu liên hợp bao gồm Sân vận động Atanasio Girardot, Đấu trường Thể thao Medellín, Sân vận động Luis Alberto Villegas, và Sân vận động Alfonso Galvis Duque.

## Sân vận động Atanasio Girardot
Sân vận động Atanasio Girardot là hiện đang được sử dụng chủ yếu cho các trận đấu bóng đá theo hai đội, Atlético Nacional và Independiente Medellín, hai trong số những câu lạc bộ bóng đá thành công và nổi tiếng nhất từ Colombia. Sân vận động được xây dựng vào năm 1953 và được cải tạo cho Giải vô địch bóng đá U-20 thế giới 2011 tại Colombia với sức chứa 40.043. Sân vận động được đặt tên theo Atanasio Girardot, một nhà lãnh đạo cách mạng người Colombia đã chiến đấu bên cạnh Simón Bolívar.

## Medellín Sports Coliseum
Medellin Sports Coliseum là một khu liên hợp gồm năm đấu trường thể thao: Guillermo Gaviria Correa Coliseum cho môn võ thuật, Jorge Valderrama Coliseum cho môn bóng ném, Jorge Hugo Giraldo Coliseum cho môn thể dục dụng cụ, Iván de Beodut Coliseum cho môn bóng rổ và Yesid Santos Coliseum cho môn bóng chuyền. Năm phòng tập thể dục được thiết kế bởi Giancarlo Mazzanti và Plan B Architects. Ba đấu trường đã được cải tạo và hai đấu trường mới được xây dựng trong 18 tháng và với 50 triệu $CO để chuẩn bị cho Đại hội Thể thao Nam Mỹ 2010. Thiết kế có đường viền mái dốc màu xanh lá cây lượn sóng và diện tích 493.000 feet vuông.

## Buổi hòa nhạc
Sân vận động là nơi tổ chức các sự kiện âm nhạc quan trọng:
| Ngày                                | Sự kiện                             | Khán giả        | Loại          | Ghi chú               |
| ----------------------------------- | ----------------------------------- | --------------- | ------------- | --------------------- |
| 16 tháng 4 năm 1998                 | Maná                                | —               | Buổi hòa nhạc | [ 4 ]                 |
| 1 tháng 4 năm 2003                  | Maná                                | 30.000          | Buổi hòa nhạc |                       |
| 21 tháng 10 năm 2005                | RBD                                 | 30.000          | Buổi hòa nhạc | Chương trình bán hết. |
| 7 tháng 8 năm 2009                  | Aventura và Daddy Yankee            | 33.000          | Buổi hòa nhạc | [ 10 ] [ 11 ]         |
| 27 tháng 8 năm 2010                 | Alejandro Fernández và Marc Anthony | —               | Buổi hòa nhạc | [ 12 ] [ 12 ] [ 13 ]  |
| 1 tháng 3 năm 2012                  | Maná                                | 20.000          | Buổi hòa nhạc | [ 15 ]                |
| 28 tháng 11 và 29 tháng 11 năm 2012 | Madonna                             | 45.009 / 45.009 | Buổi hòa nhạc | Chương trình bán hết  |
| 22 tháng 9 năm 2013                 | Beyoncé                             | 43.000 / 43.000 | Buổi hòa nhạc | Chương trình bán hết  |
| 23 tháng 11 năm 2016                | Guns N' Roses                       | 39.511 / 39.511 | Buổi hòa nhạc | Chương trình bán hết  |
| 24 tháng 10 năm 2017                | Paul McCartney                      | —               | Buổi hòa nhạc | Đã hủy bỏ             |

## Tổ chức sự kiện thể thao

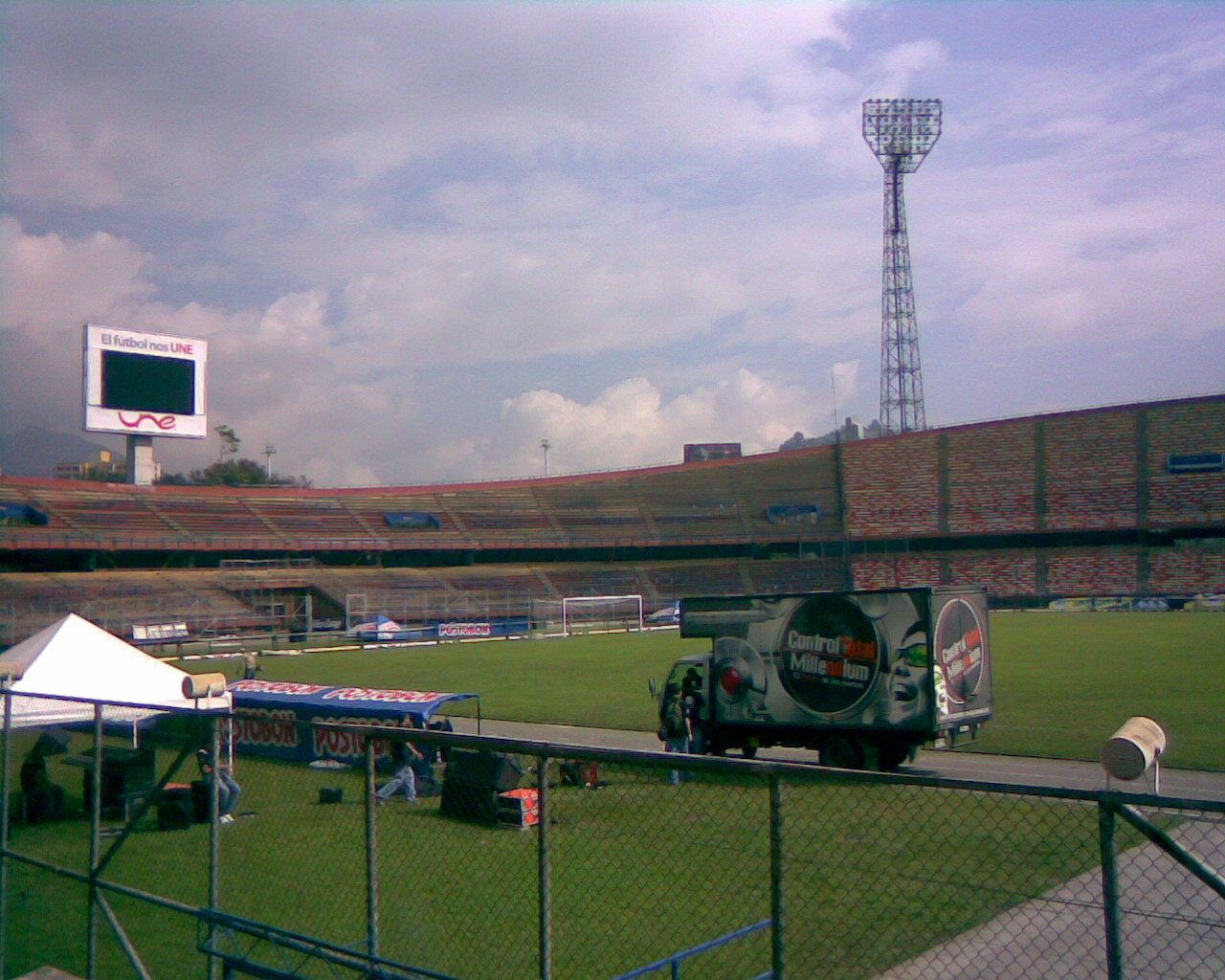
Sân vận động Atanasio Girardot trước khi sân được tu sửa.

Sân vận động đã tổ chức nhiều sự kiện thể thao:
- Cúp bóng đá Nam Mỹ 2001
- Đại hội Thể thao Nam Mỹ 2010
- Giải vô địch bóng đá U-20 thế giới 2011[20][21]